# Danni genetici stocastici
I danni genetici stocastici sono danni di natura genetica e casuali, non deterministici sull'individuo esposto.

Essi sono complicazioni dovute all'esposizione a radiazioni ionizzanti.

Il materiale genetico delle cellule riproduttive può subire modificazioni nei geni e nei cromosomi.

Essi possono essere di due tipi:
- Mutazioni genetiche

Le mutazioni genetiche avvengono naturalmente e spontaneamente in ogni passaggio  di generazione. La radiazione agisce sulla frequenza di comparsa delle mutazioni secondo un modello stocastico, cioè probabilistico.
- Aberrazioni cromosomiche

Anche questi effetti avvengono spontaneamente nel cambio di generazione; si mostrano con malformazioni congenite e varie forme morbose.